# Antillogorgia acerosa
Antillogorgia acerosa is een zachte koralensoort uit de familie van de Gorgoniidae. De wetenschappelijke naam van de soort is voor het eerst geldig gepubliceerd in 1766 door Pallas.